# USS LST-753
O USS LST-753 foi um navio de guerra norte-americano da classe LST que operou durante a Segunda Guerra Mundial.